# Джварцхма (Чохатаурський муніципалітет)
Джварцхма (груз. ჯვარცხმა) — село в Грузії.
За даними перепису населення 2014 року в селі проживає 491 особа.